# Hilarius Warwinkel
Hilarius Warwinkel is een stripfiguur uit de stripreeks Piet Pienter en Bert Bibber gemaakt door de Belgische tekenaar en scenarist Pom.
Dr. Warwinkel is de excentrieke studievriend van Professor Kumulus. Hij doet geniale uitvindingen. Omdat hij echter labiel en drankzuchtig is, staat hij niet stil bij de gevolgen die zijn soms destructieve uitvindingen kunnen hebben. Wanneer deze dan in de verkeerde handen vallen is het kwaad geschied en moeten onze vrienden ingrijpen om erger te voorkomen. Warwinkel wordt in het huishouden bijgestaan door zijn meid madam Klakson.
Warwinkels uiterlijk is gebaseerd op Albert Einstein.
In de uiteindelijke reeks kwam hij voor in:
- Album nr. 27: Het geval "Warwinkel"
- Album nr. 30: Warwinkel in de war
- Album nr. 33: Gedonder in Bommelheide
- Album nr. 37: Atoombrandstof Warwinkelarium
- Album nr. 42: De supersonische schokgolf-oscillator
- Album nr. 44: Vakantie in Pandorra